# Jonny Moseley
Jonny Moseley (* 27. srpna 1975 v San Juanu v Portoriku) je americký akrobatický lyžař, olympijský vítěz jízdy v boulích ze zimních olympijských her v Naganu 1998.